# Aarhus Vocal Festival
 Aarhus Vocal Festival er den største nordiske musikfestival for vokalmusik. Den afholdes hvert andet år og inkluderer både koncerter med danske og udenlandske kunstnere indenfor vokalmusik, workshops, og to konkurrencer (en for kor og en for vokalgrupper.
- I maj 2009 vandt SONO den internationale korkonkurrence ved Aarhus Vocal Festival, og Vocaloca vandt konkurrencen for vokalgrupper.
- I 2011 blev korkonkurrencen vundet af Naura, mens Transister Radio Girls vandt konkurrencen for vokalgrupper.
- I 2013 blev korkonkurrencen vundet af hollandske Pitch Control, mens konkurrencen for vokalgrupper blev vundet af ONAIR fra Tyskland.